# Palác Kadriorg
Palác Kadriorg (estonsky: Kadrioru loss) je barokní palác v estonském hlavním městě Tallinnu. Je příkladem tzv. petrovského baroka. Stavbu paláce zadal ruský car Petr I., stavěn byl pro jeho ženu Kateřinu, jejíž jméno je stále čitelné v současném estonském názvu paláce. Postaven byl v letech 1718–1725. Architekty byli Italové Nicola Michetti a Gaetano Chiaveri a Rus Michail Grigorievič Zemcov. V současnosti je palác spravován Estonským uměleckým muzeum, které zde vystavuje sbírku zahraničního umění 16. až 20. století, v níž nechybí díla Bartholomea van der Helsta, Jacoba Jordaense, Bernarda Strozziho, Antona Graffa, Angelicy Kauffmanové, Cornelise Schuta nebo Ilji Repina. V parku paláce bylo postaveno i další muzeum zvané Kumu, kde jsou soustředěna díla estonského umění.
Po smrti cara Petra jevila carská rodina o palác minimální zájem, v letech 1741 až 1917 v něm sídlil gubernátor Estonské gubernie. Po zisku estonské nezávislosti v roce 1918 začal sloužit pro umělecké a výstavní účely, avšak v roce 1928 se stal letním sídlem estonského prezidenta, od roku 1934 pak byl hlavním sídlem diktátora Konstantina Pätse. Během německé okupace za druhé světové války zde sídlil nacistický guvernér Karl-Siegmund Litzmann, po okupaci sovětskou armádou v roce 1944 byl palác roku 1946 převeden do správy Estonského uměleckého muzea. V roce 1991 začala zásadní rekonstrukce, již podpořilo Švédsko. Veřejnosti byl palác znovu otevřen roku 2000. Součástí rekonstrukce byla i stavba Kumu.